# オープン (ゴットハードのアルバム)
『オープン』(Open)は、スイスのハードロック・バンド、ゴットハードが1999年に発表した4作目のスタジオ・アルバム。マンディ・メイヤーが加入し5人編成になってからは初のスタジオ・アルバムに当たる。

## 背景
「ブラックベリー・ウェイ」はザ・ムーヴが1968年に発表した曲のカヴァーで、約4分20秒のエクステンデッド・ヴァージョンや、「エキゾティック・スペースボール・ダンス・ミックス」と呼ばれるリミックス・ヴァージョンも存在する。「ヘイ・ジミー」はジミ・ヘンドリックスに捧げられた曲で、歌詞の中にはヘンドリックスの曲名が多数登場する。
ヨーロッパでは以前の作品と同様BMGアリオラからリリースされたが、日本発売元は本作のみavex traxに変更となった。なお、バンドは後に日本のアヴァロン・レーベルと契約しており、2009年には同レーベルから日本盤SHM-CDが発売されている。

## 反響
1998年11月、本作からの先行シングル「レット・イット・レイン」がリリースされ、スイスのシングル・チャートで最高10位を記録。
続いて本作がリリースされると、母国スイスのアルバム・チャートでは6週にわたって1位を獲得し、自身4作目の首位獲得アルバムとなって、1999年の年間アルバム・チャートでは6位となる。ドイツのアルバム・チャートでは21位に達し、初のトップ40入りを果たす。また、ゴットハードのアルバムとしては初めてオーストリアでもチャート入りを果たし、4週連続でトップ50入りした。
その後「ブラックベリー・ウェイ」もシングル・カットされ、スイスのシングル・チャートで43位に達した。

## 収録曲
特記なき楽曲はスティーヴ・リー、レオ・レオーニ、クリス・フォン・ローアの共作。
1. フリー・アンド・アライヴ - "Free and Alive" – 4:23
2. ヴィジョン - "Vision" (Mandy Meyer, Steve Lee, Chris Von Rohr) – 3:57
3. ガット・トゥ・ビー・ラヴ - "Got to Be Love" – 4:15
4. レット・イット・レイン - "Let It Rain" – 4:37
5. ブラックベリー・ウェイ - "Blackberry Way" (Roy Wood) – 3:41
6. ユー - "You" (M. Meyer, S. Lee, C. Von Rohr) – 4:20
7. チート・アンド・ハイド - "Cheat & Hide" – 3:56
8. ウォント・ユー・イン - "Want You In" (M. Meyer, S. Lee) – 3:21
9. テル・ノー・ライズ - "Tell No Lies" – 3:45
10. バック・トゥ・ユー - "Back to You" – 4:00
11. ベスト・タイム - "Best Time" – 4:17
12. ヘイ・ジミー - "Hey Jimi" – 3:44
13. ピース・オブ・マインド - "Peace of Mind" – 2:56

### 日本盤ボーナス・トラック
日本初回盤(AVCB-66072)は14.のみ収録。15.以降は2009年のSHM-CD(MICP-30015)で追加された。
1. マッド・ラヴ - "Mad Love" – 3:00
2. チート・アンド・ハイド（スペシャル7アフター・ミッドナイト・ラフ・ミックス） - "Cheat & Hide (Special 7 After Midnight Rough Mix)" – 3:58
3. ブラックベリー・ウェイ（エキゾティック・スペースボール・ダンス・ミックス） - "Blackberry Way (Exotic Spaceball Dance Mix)" (R. Wood) – 4:43
4. メリー・クリスマス - "Merry X-Mas" (S. Lee, Leo Leoni) – 5:26
5. メリー・クリスマス（ラジオ・エディット） - "Merry X-Mas (Radio Edit)" (S. Lee, L. Leoni) – 4:29
6. オーヴァータイム・クリスマス・ジャム - "Overtime X-Mas Jam" (Gotthard) – 1:49

## 参加ミュージシャン
- スティーヴ・リー - ボーカル
- レオ・レオーニ - ギター
- マンディ・メイヤー - ギター
- マーク・リン - ベース
- ヘナ・ハーベッガー - ドラムス

ゲスト・ミュージシャン
- Andy Pupato - パーカッション
- H.P. Brüggemann - キーボード、ハモンドオルガン、ピアノ
- Max Lasser - ドブロ・ギター、スライドギター、スティール・ギター